# Dicranopygium aristeguietae
Dicranopygium aristeguietae är en enhjärtbladig växtart som beskrevs av Gunnar Wilhelm Harling. Dicranopygium aristeguietae ingår i släktet Dicranopygium och familjen Cyclanthaceae. Inga underarter finns listade.